# Jagdschlösschen (Pasewalk)

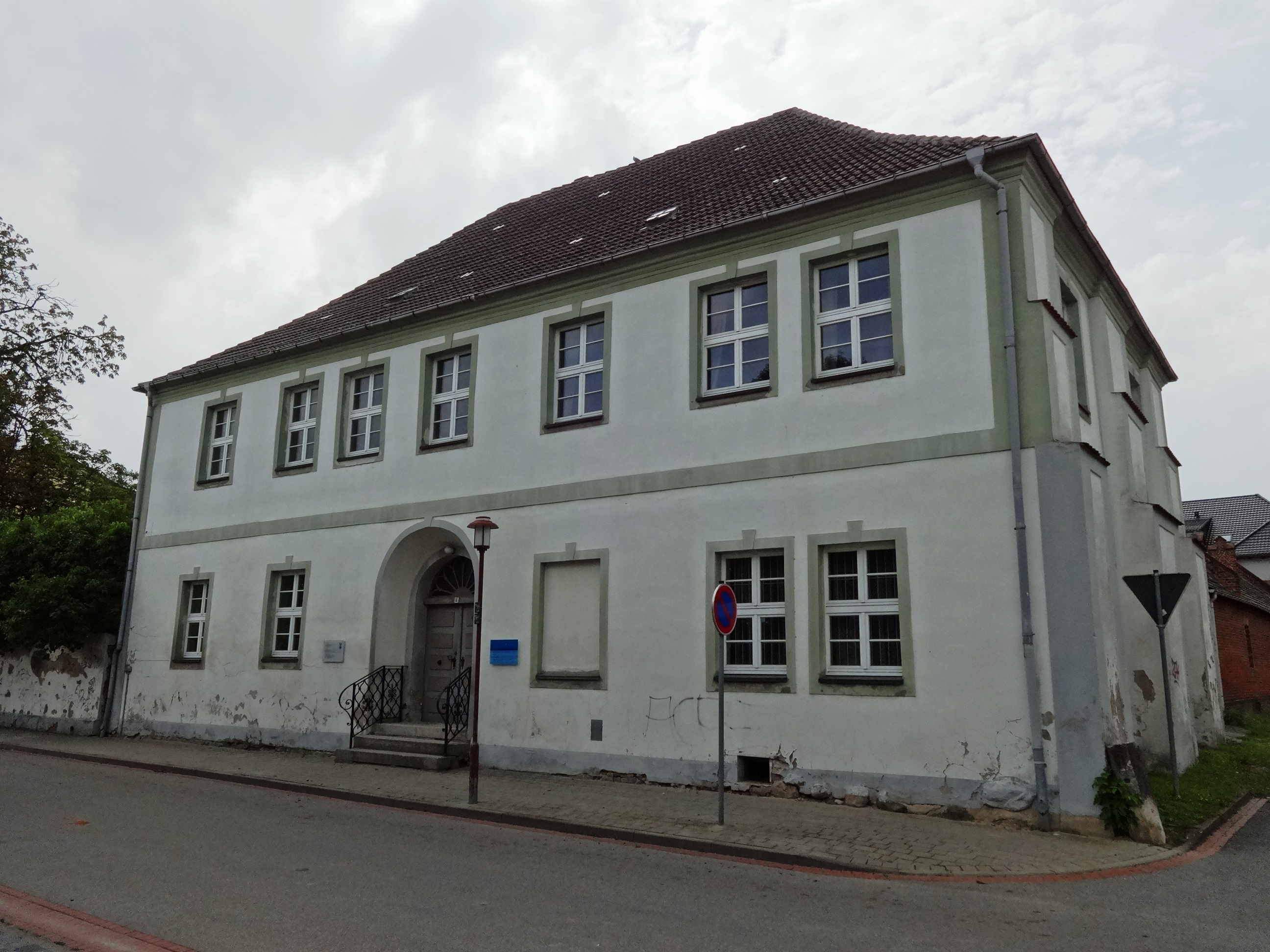
Ehemaliges Jagdschloss in Pasewalk

Das Jagdschlösschen ist ein Renaissancegebäude aus dem 16. Jahrhundert in Pasewalk im Landkreis Vorpommern-Greifswald in Mecklenburg-Vorpommern. Es diente den Pommerschen Herzögen als Jagdhaus und wird im 21. Jahrhundert vom Superintendenten bzw. Propst genutzt.

## Geschichte
Das Bauwerk entstand im 16. Jahrhundert auf Geheiß der Pommerschen Herzöge und wurde von ihnen, wie beispielsweise von Bogislaw XIV., als Ausgangspunkt für die Jagd in der Ueckermünder Heide genutzt. Mit seinem Tod, der in den Dreißigjährigen Krieg fiel, verlor das Gebäude seine ihm zugedachte Funktion. Gleichzeitig erhielt die Kirchengemeinde einen eigenen Pfarrer. Zuvor war ein Geistlicher sowohl für die Nikolaikirche wie auch für St. Marien zuständig. Der neue Pfarrer der Marienkirche bezog daher das frei gewordene Jagdschlösschen, gleichwohl die Nikolaikirche in unmittelbarer Nähe zum Gebäude lag. Friedrich Wilhelm I., der Soldatenkönig, verweilte häufig in Pasewalk und ließ im Garten Rosen anpflanzen. Dieser Garten ist im 21. Jahrhundert auf Grund einer Aufteilung des Grundstücks zu einer späteren Zeit nicht mehr vorhanden. Friedrich II. schenkte das Gebäude dem Pfarrer, der es an die Kirche weitergab. Dennoch diente es über viele Jahrzehnte als Gästehaus. Die Anforderungen änderten sich erst mit der Verlegung des Pommerschen Kürassier-Regiments „Königin“ Nr. 2 nach Pasewalk. Viele Offiziere wurden bei den Pasewalker Bürgern einquartiert, bevor vor den Toren der Stadt eine Kaserne errichtet wurde. Für den Kommandeur des Regiments baute man eigens ein Haus, die Villa Knobelsdorff, so dass er auf das Jagdschlösschen als Wohnsitz nicht mehr angewiesen war. Es diente seither der evangelischen Kirchengemeinde als Anlaufpunkt. Eine Sanierung erfolgte in den Jahren 1976 bis 1978. Das Gebäude wird im 21. Jahrhundert vom Superintendenten bzw. Propst sowie von der Kirchenverwaltung genutzt.

## Architektur
Das Bauwerk in der Baustraße 5 ist im Stil der Renaissance gehalten und verfügt über zwei Geschosse mit einem rechteckigen Grundriss. Es ist mit einem weißen, schlichten Putz versehen. An der Straßenfront befinden sich im Erdgeschoss insgesamt vier rechteckige Fensteröffnungen sowie ein Eingangsportal, das von einem Rundbogen verziert ist. Dieser entstand bei einem Umbau im Jahr 1790. Im Obergeschoss, das mit einem grau gestrichenen Gesims vom Erdgeschoss abgesetzt ist, befinden sich sieben weitere Fenster. Alle Öffnungen sind, wie auch die Strebepfeiler an der Seite, mit grauen Faschen versehen, die sie größer erscheinen lassen. Das Haus verfügt über ein schlichtes Walmdach.